# Carolus Rex (bok)
Carolus Rex : Karl XII - hans liv i sanning återberättat är en historisk roman av Ernst Brunner från 2005. Boken är en fri beskrivning av  Karl XII:s liv och är berättad i jagform. Språket är ålderdomligt för att efterlikna 1700-tals-svenskan. Kungen skildras som hänsynslös, egocentrisk, känslokall och utan djupare relationer till andra människor. Boken blev mycket uppmärksammad och fick god kritik men blev också omdebatterad på grund av många historiska felaktigheter.

## Debatt kring faktafel
En historisk roman är ofta uppbyggd kring vissa kända historiska fakta och sedan använder författaren sin fantasi för att bygga upp sin berättelse kring fiktiva personer och händelser där inga historiska fakta existerar. Här har författaren ändrat kända historiska fakta för att bygga sin berättelse och detta skapade kritik. En noggrann genomgång av boken visar att det finns ett mycket stort antal historiska felaktigheter och att boken i mycket är baserad på äldre tryckta källor som till exempel 1800-talshistorikern Anders Fryxell.